# Plaveč
Plaveč este o comună slovacă, aflată în districtul Stará Ľubovňa din regiunea Prešov, pe malul râului Poprad. Localitatea se află la altitudinea de 488 m deasupra n.m., se întinde pe o suprafață de 16,68 km2 și în 2017 număra 1.804 locuitori.

## Istoric
Localitatea Plaveč este atestată documentar din 1287.

## Demografie
| An:                | 1994 | 2004   | 2014   | 2024   |
| ------------------ | ---- | ------ | ------ | ------ |
| Număr de persoane: | 1817 | 1857   | 1835   | 1775   |
| Diferență:         |      | +2,20% | −1,18% | −3,26% |

| An:                | 2023 | 2024   |
| ------------------ | ---- | ------ |
| Număr de persoane: | 1770 | 1775   |
| Diferență:         |      | +0,28% |